# Álomcsapat
Az Álomcsapat (eredeti cím: The Dream Team) 1989-ben bemutatott amerikai filmvígjáték-dráma Howard Zieff rendezésében. A főbb szerepekben Michael Keaton, Christopher Lloyd, Peter Boyle és Stephen Furst látható.
Az Amerikai Egyesült Államokban 1989. április 7-én mutatták be a mozikban.

## Cselekmény
Dr. Jeffrey Weitzman pszichológusként dolgozik egy New Jersey-i elmegyógyintézetben. Csoportfoglalkozásain Billy, Henry, Jack és Albert is részt vesznek. Billy a legnormálisabb a csoportban, egyben annak vezető egyénisége is, noha beteges hazudozó erőszakos természettel, emellett nagyzási hóbortban is szenved. Henry paranoid szkizofrén, azzal csapja be magát, hogy ő is a kórház egyik orvosa, gyakran jár ennek megfelelő felszereléssel. Jack – aki korábban reklámszakértő volt – azt gondolja magáról, hogy ő Jézus Krisztus. Albert  felnőtt testben élő gyermek, kizárólag a baseballmeccseken hallott dolgokkal tudja kifejezni magát.
Dr. Weitzmannak meggyőződése, hogy betegeinek szüksége van némi friss levegőre, ezért egy kis időt a szanatóriumtól távol kell tölteniük. Sikerül meggyőznie a szanatórium vezetését, hogy betegeit elengedjék vele egy baseballmeccsre a New York-i Yankee stadionba. A városba érkezve a doktor szemtanúja lesz, amint két rendőr megöl egy harmadikat. Az orvost ezután leütik, majd kórházba szállítják. A mentális betegek csoportja a városban reked és immár vezető nélkül kénytelennek megbirkózni a hellyel, amely gyakran még a szanatóriumnál is bizarrabb. Először mindenki a maga útjára próbál indulni, különféle vicces helyzetekbe kerülve a betegségeik miatt.
Hogy megmentsék a velük mindig emberségesen bánó orvost, összefognak, még korábbi életük fontosabb személyeivel is találkoznak: elmennek családjukhoz, régi munkahelyükre és igyekeznek mindent elkövetni orvosuk érdekében. Az akcióban részt vesz Billy korábbi barátnője, Riley is.  A csapat elmegy a rendőrségre, de ott nem foglalkoznak érdemben bejelentésükkel. Billy vezetésével saját kezükbe veszik a nyomozást. Mivel a doktort ájultan vitték kórházba, elkezdik felkeresni a kórházak névtelen betegeit. A gyilkosok tudnak a szemtanú létezéséről, így megpróbálják felkutatni és megölni a doktort. Az egyik kórházban Albert felismeri az elkövetőket és jelzi a csoportnak, hogy a doktor bajban van.
A filmben időről időre feltűnik a két korrupt zsaru, akik megölték Alvarez rendőrt, de nem sikerül végezniük az orvossal és maguk is rendőrkézre kerülnek. Amikor dr. Weitzmant kiengedik a kórházból, Billy vezetésével visszaindulnak a szanatóriumba. Végül úgy döntenek, elmennek a meccsre.

## Szereplők
| Szerep                      | Színész            | Magyar hang      |
| --------------------------- | ------------------ | ---------------- |
| William „Billy” Caufield    | Michael Keaton     | Csankó Zoltán    |
| Henry Sikorsky              | Christopher Lloyd  | Szombathy Gyula  |
| Jack McDermott              | Peter Boyle        | Velenczey István |
| Albert Ianuzzi              | Stephen Furst      | Kerekes József   |
| Dr. Jeffrey „Jeff” Weitzman | Dennis Boutsikaris | Sörös Sándor     |
| Riley, Billy volt barátnője | Lorraine Bracco    | Kiss Erika       |
| Dr. Newald                  | Milo O’Shea        | Szélyes Imre     |
| O’Malley                    | Philip Bosco       | Pataki Imre      |
| Gianelli                    | James Remar        | Rosta Sándor     |
| Ed, Riley új barátja        | Michael Lembeck    | Mihályi Győző    |
| Bernie                      | Jack Duffy         |                  |
| Canning                     | Larry Pine         | Orosz István     |
| Murray                      | John Stocker       |                  |
| Henry felesége              | Lizbeth MacKay     | Jani Ildikó      |
| Dwight                      | Ron James          |                  |

## Fordítás
- Ez a szócikk részben vagy egészben  a   The Dream Team (film) című angol Wikipédia-szócikk ezen változatának fordításán alapul.  Az eredeti cikk szerkesztőit annak laptörténete sorolja fel. Ez a jelzés csupán a megfogalmazás eredetét és a szerzői jogokat jelzi, nem szolgál a cikkben szereplő információk forrásmegjelöléseként.